# 肯尼迪总统城 (托坎廷斯州)
肯尼迪总统城是巴西托坎廷斯州的一个市镇。总面积770.418平方公里，总人口3680人，人口密度4.8人/平方公里。